# آنریویل

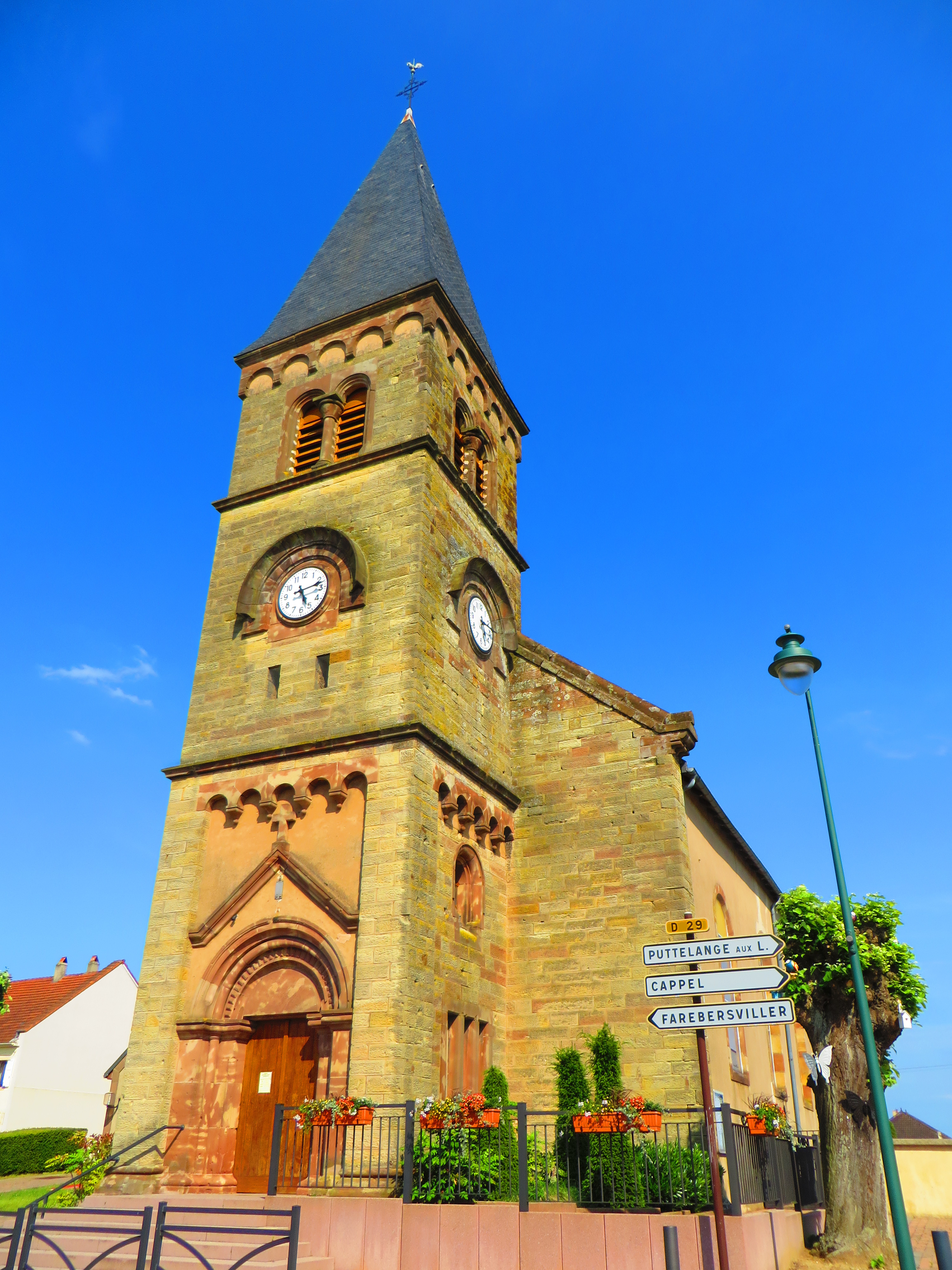
کلیسای شهر آنریویل

آنریویل (به فرانسوی: Henriville) یک کمون در فرانسه است که در Canton of Freyming-Merlebach واقع شده‌است.

## خصوصیات
آنریویل ۳٫۹۵ کیلومترمربع مساحت و ۷۷۲ نفر جمعیت دارد و ۲۴۳ متر بالاتر از سطح دریا واقع شده‌است.